# Мохов, Николай Константинович
Николай Константинович Мохов(14 декабря 1912, Барнаул — июль 1942 года) — командир советской подводной лодки Щ-317 типа «Щука», капитан-лейтенант, известный тем, что его лодка смогла первой в кампании 1942 года прорваться сквозь минные заграждения в Финском заливе и выйти на позицию. Не вернулся из своего первого боевого похода, в котором потопил по разным данным от 3 до 5 транспортов, что сделало его одним из самых результативных советских подводников за всю войну. Был посмертно награждён орденом Ленина только 23 октября 1991 года.

## Биография
Николай Константинович родился в Барнауле 14 декабря 1912 года. В ВМФ с 1932 года.
После окончания в 1936 году Военно-морского училища имени Фрунзе назначен командиром БЧ-1 на подводной лодке М-74. С июня 1938 года принял М-74 в качестве командира. По данным В. Баданина в июне 1936 года Н. К. Мохов назначен командиром опытной подводной лодки Р-1 (С-92) с энергоустановкой РЕДО и командовал ей до своего назначения командиром дивизиона, так как М-74 во время Советско-финляндской войны командовал старший лейтенант Д. М. Сазонов. С июля 1940 года командует дивизионом строящихся и ремонтирующихся кораблей.
30 ноября 1940 года присвоено звание капитан-лейтенант. В феврале 1941 года назначен командиром 9-го Учебного дивизиона подводных лодок, куда входили М-72, М-73, М-74, М-75, М-76. В этой должности капитан-лейтенант Мохов встретил начало Великой Отечественной войны. Подводные лодки находились в ремонте, а в августе 1941 года их поставили на консервацию.

## Служба в Великую Отечественную войну
В январе 1942 года Мохов получает в командование «Щ-317».
6 июня 1942 г. лодка вышла в Кронштадт, откуда начала свой боевой поход 9 июня в 22:00. Из-за узости и мелководности фарватера не могла сразу погрузиться, несколько раз попадала под огонь вражеских батарей. Только у Шепелёвского маяка смогла погрузиться и идти до острова Лавенсари на глубине.
16 июня «Щ-317» первой из советских лодок, вышедших в море в кампании 1942 года, отрапортовала о выходе на позицию. Радиограмма была перехвачена немцами, но так как выход советских субмарин в море считался невозможным, то в немецкой радиоразведке её посчитали отправленной с немецкого тральщика. В тот же день Щ-317 потопила финский транспорт «Арго» (2 513 брт), 14 человек из команды были спасены шведским пароходом «Улла», который при этом был безуспешно атакован торпедами.
18 июня лодка торпедировала датский транспорт «Орион» (2 405 брт). Команда покинула торпедированное судно, однако оно не затонуло и через четыре дня было отбуксировано шведами в порт Висбю.
Днём 22 июня у восточного побережья острова Эланд «Щ-317» потопила торпедами шведское судно «Ада Гортон» (2 399 брт), шедшее в Германию с грузом железной руды.
25 июня потоплен транспорт «Рейн» (2 600 брт).
1 июля «Щ-317» безрезультатно атаковала шведский транспорт «Галеон» и была контратакована шведским эсминцем «Эреншёльд».
4 июля был безрезультатно атакован шведский галеас «Фортуна».
8 июля потоплен немецкий транспорт «Отто Кордс» (966 брт).
10 июля отправила последнее донесение: израсходованы все торпеды, потоплены 5 транспортов, идёт домой. Больше на связь не вышла.

## Версии гибели
1. 12 июля Щ-317 погибла от подрыва на мине (финской сейсмостанцией был зафиксирован мощный взрыв).
2. 13 или 14 июля Щ-317 потоплена атакой глубинными бомбами с самолётов.
3. Потоплена глубинными бомбами шведского эсминца «Стокгольм» севернее острова Эланд (найдена на грунте точке с координатами 57°52' с. ш./16°55' в. д. в 1999 году).
4. Между 15 и 18 июля Щ-317 погибла от подрыва на мине.
5. 15 июля Щ-317, повреждённая в результате подрыва на мине была обнаружена и атакована силами ПЛО и погибла в результате бомбардировки глубинными бомбами — финских минного заградителя «Руотсинсальми», сторожевого катера «VMV-6» (по другим данным «VMV-16») и финского самолёта в районе Калбоденгрунда.
6. 18 августа 1942 г экипаж финского лётчика капитана Эка (Ek) на самолёте SB-9 атаковал советскую подводную лодку в районе между Гогландом и Тутусаари и рапортовал об её уничтожении. (После «Зимней» войны финские ВВС включили в свой состав 8 трофейных бомбардировщиков СБ, ещё 16 трофейных самолётов этого типа позже было закуплено в Германии летом 1941 г.)

Лодка обнаружена в мае 2018 года. Оказалось, что она затонула после подрыва на мине уже почти вернувшись на базу.